# Дискус
Дискус — є родом Symphysodon з чотирьох видів цихлид прісноводних риб походженням з басейну Амазонки.

## Історія
Вид описаний Хекелем у 1840 р. Довгий час риб завозили до магазинів з природних водойм Південної Америки. Вперше вдалося розмножити дискусів у 1935 р. у Філадельфії Г. Армбрусту. Проте більшості любителів відомий американський акварист Дені Ді-Коко, який протягом десятиліття, з 1956 по 1966 роки, поставляв у зоомагазини Америки та Європи мальків дискусів.

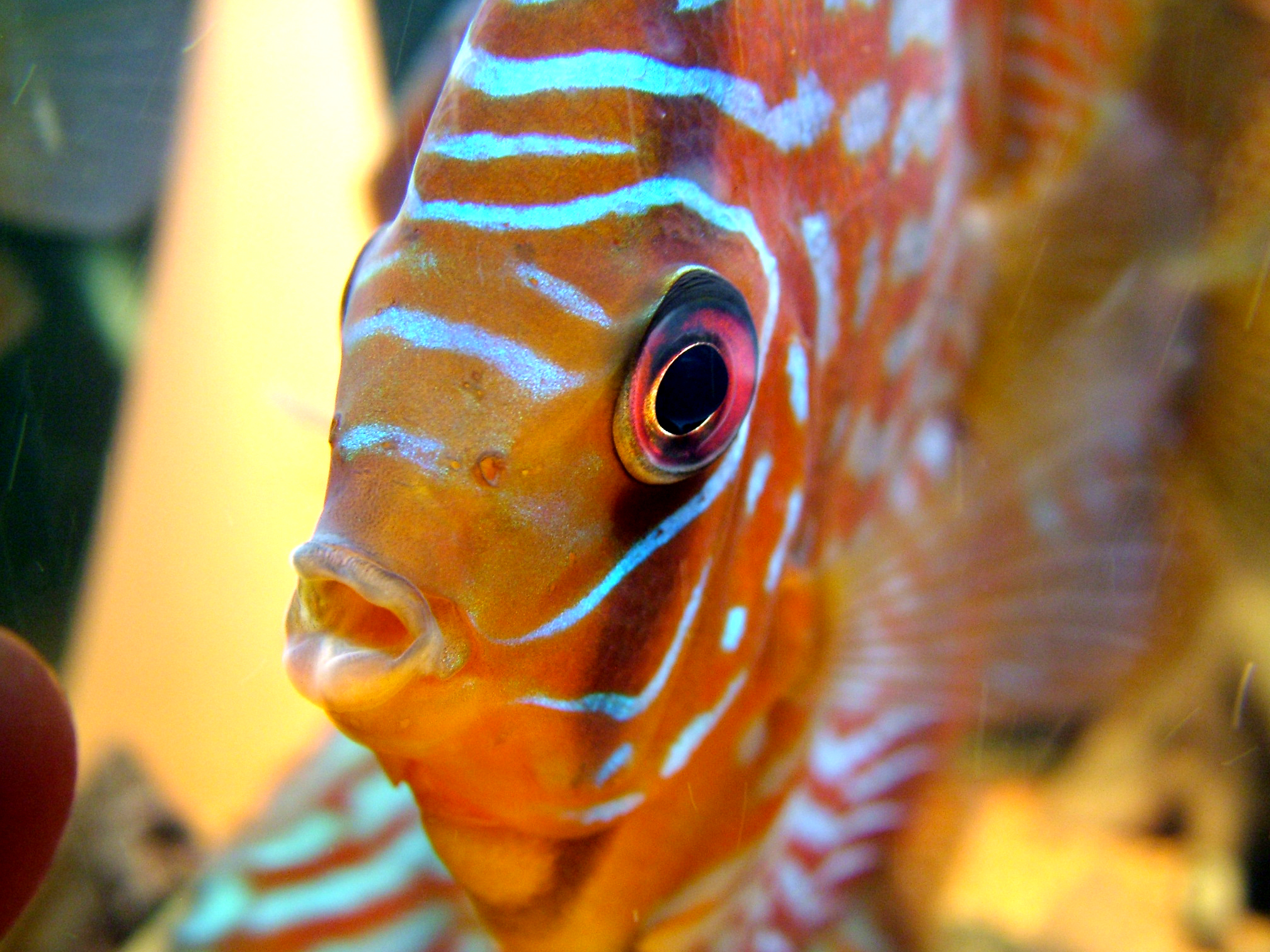

У Радянському Союзі дискусів розмножив талліннський любитель Антс Вярнік. Висока ціна на дискусів, а також стійкий попит на них заохочували багатьох акваристів шукати шляхи до розгадки проблем, пов'язаних з отриманням потомства. Потроху найдосвідченіші аматори з різних країн проникали в таємницю. У країнах 3аходу численні спеціалізовані фірми, керуючись комерційними цілями почали виводити нові незвичайно яскраві кольорові варіації дискусів. У зв'язку з цим в акваристів з'явились надії, що недалекий той час, коли дискусів буде викреслено з реєстру рідкісних риб, проте й тепер їх вдається розмножувати лише дуже досвідченим любителям.

## Опис риб
Тіло дискусів майже кругле, сильно стиснуте з боків. Від лоба до підборіддя його охоплюють плавці. Завдовжки 15—20 см. Загальний тон забарвлення жовтувато-коричневий. На тілі помітно кілька вертикальних темних смуг. Вздовж тіла проходять блакитні хвилясті лінії.
Дискуси — дуже ніжні та вибагливі риби, вимагають ретельного додержання всіх правил утримання.

## Утримування дискусів

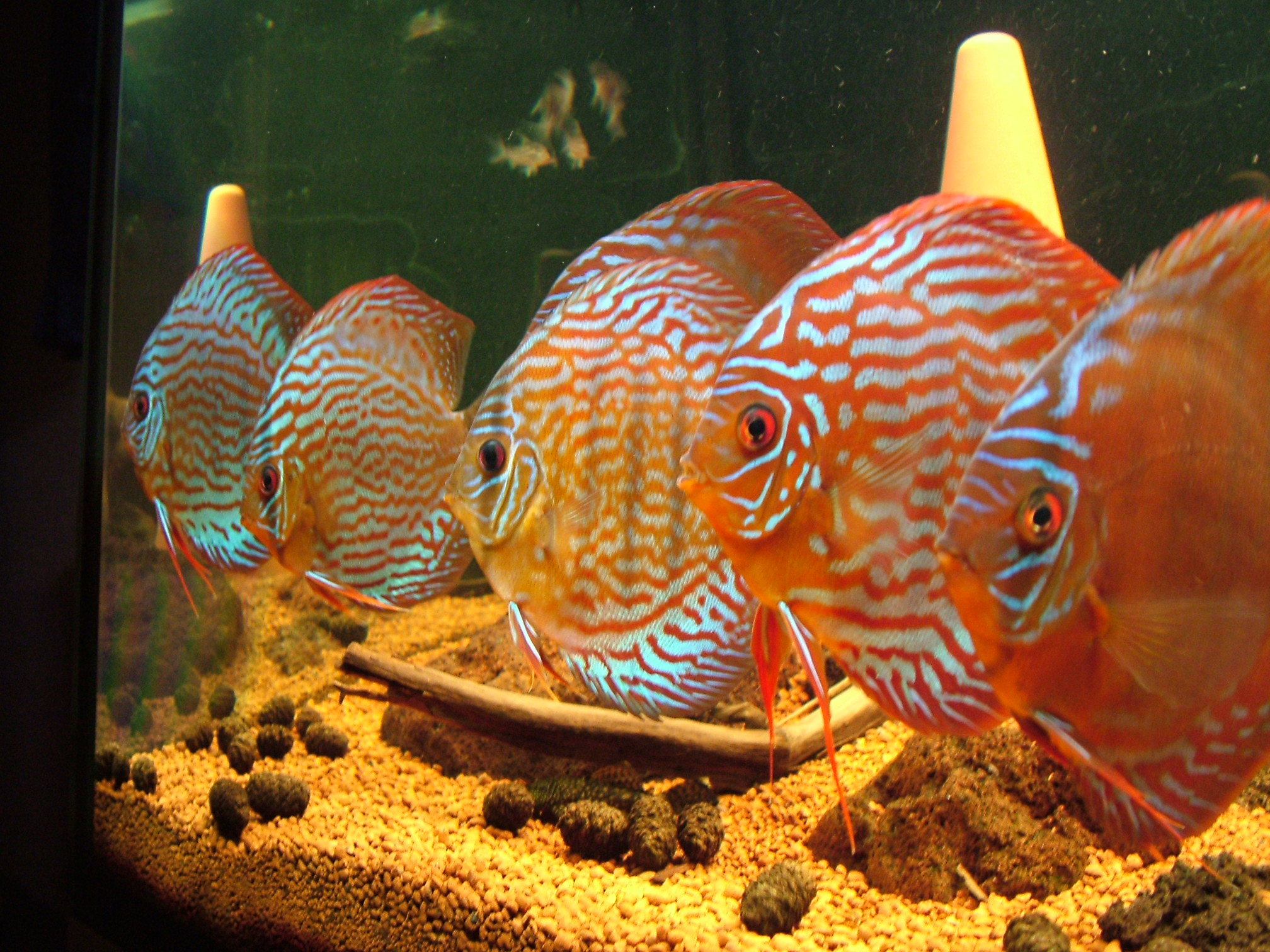
«Парад» дискусів

Дискуси дуже вимогливі до умов утримання. Бажано їх утримувати зграйкою з риб, які мають різних батьків. Оптимальна кількість екземплярів у зграйці — 6-8. Не біда, якщо риби трохи відрізнятимуться між собою за віком. На жаль, не завжди є можливість дотриматись цієї умови. При температурі 2б-30 °С, різноманітному якісному харчуванні, риби стають статевозрілими у півторарічному віці. Бажано щоб у цей період почали формуватись пари плідників. Риб, які не досягли максимальних розмірів, не слід видаляти з акваріума. Як показують спостереження досвідчених аматорів, у стабільній в кількісному відношенні зграї нерест  проходить частіше і результати його кращі. Дискуси добре ростуть і розвиваються в акваріумах з оргскла місткістю понад 100 літрів. Доглядаючи за рибами, двічі на тиждень бажано замінювати одну двадцяту частину загального об'єму води на свіжу відстояну, видаляти органічні рештки, запобігаючи забрудненню ґрунту.

## Розмноження

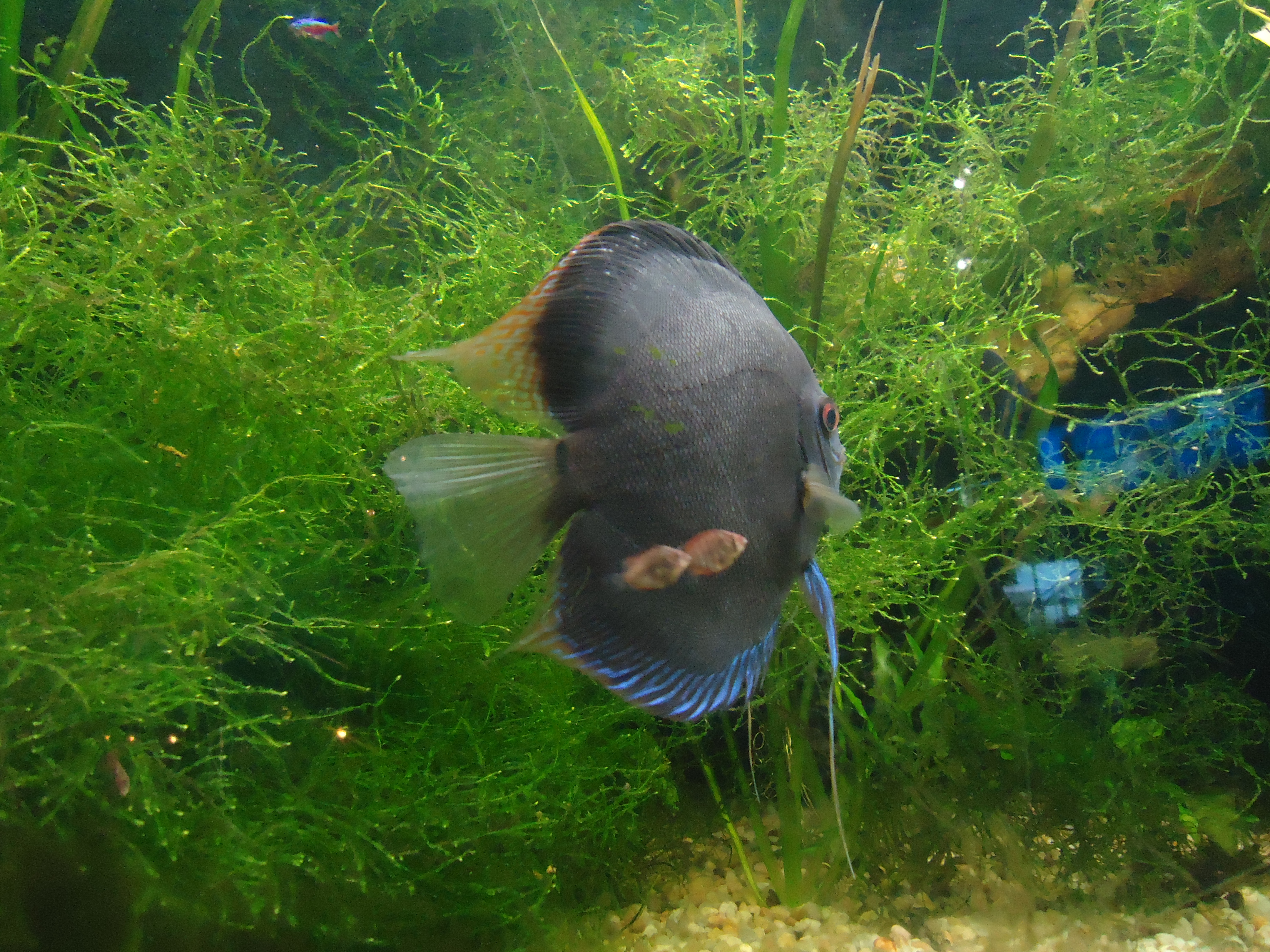
Дискус з двома своїми мальками поруч

Ікру вони відкладають, як і скалярії, на листок або на вертикальну поверхню підводних предметів. Личинок також переносять з місця на місце. Коли мальки починають живитися, вони чіпляються до боків батьків. Так вони не тільки плавають разом, а й скльовують поживні виділення шкіряних залоз батьків. Вважається, що виділення секрету на шкірі батьків — це реакція організму на подразнення шкіри мікроорганізмами, які у масі розмножуються під час повені.
Доглядаючи за мальками, дискуси по черзі струшують їх з тіла, коли бажають передати партнеру.
Крім дискусів, підгодовують мальків виділеннями шкіри ще деякі цихліди Південної Америки — уару, астронотуси.

## Види
- Symphysodon aequifasciatus Pellegrin 1904
- Symphysodon discus Heckel 1840
- Symphysodon haraldi Schultz 1960
- Symphysodon tarzoo Lyons 1959

## Галерея

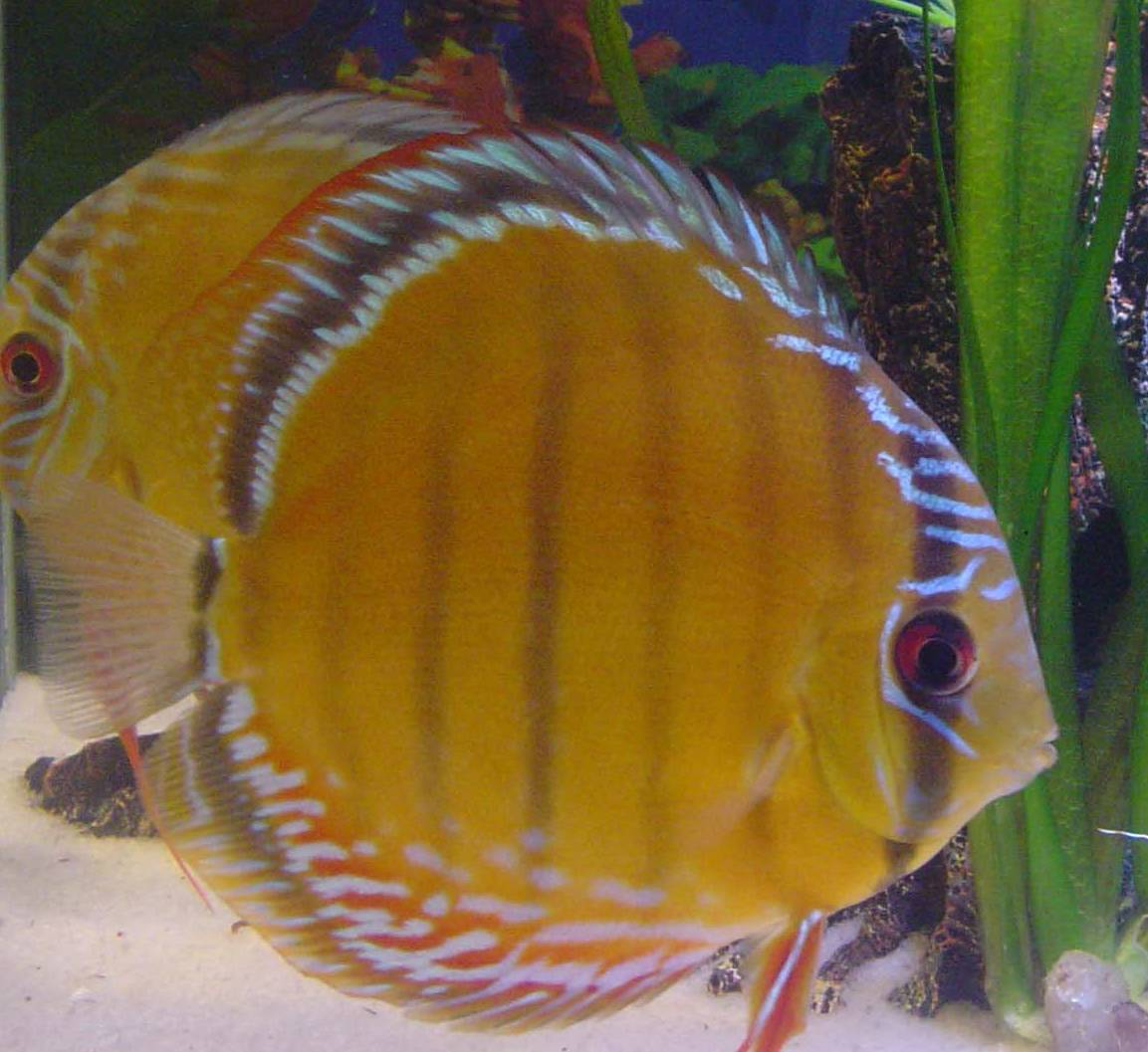
Symphysodon aequifasciatus
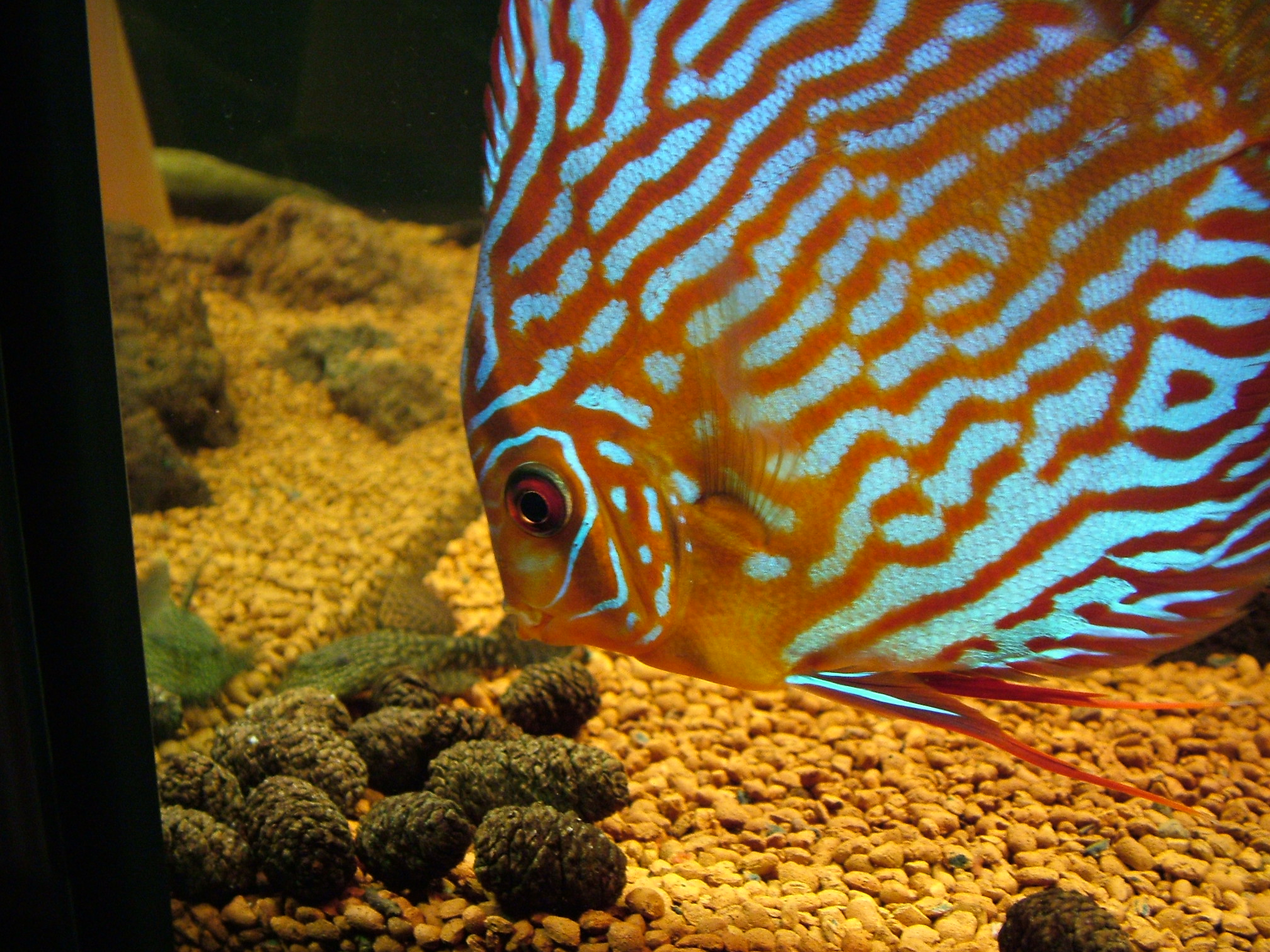
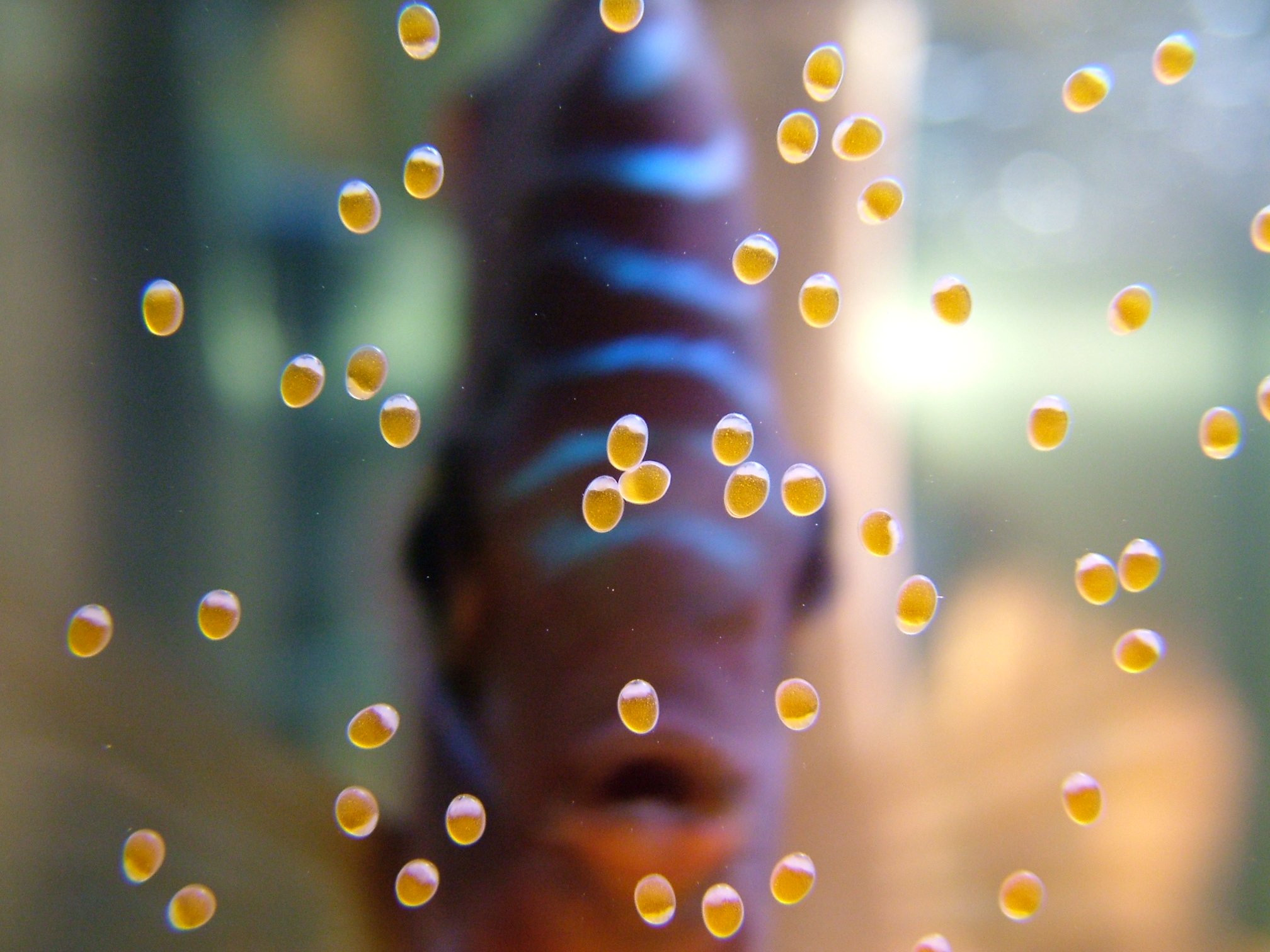
Ікра, відкладена на склі
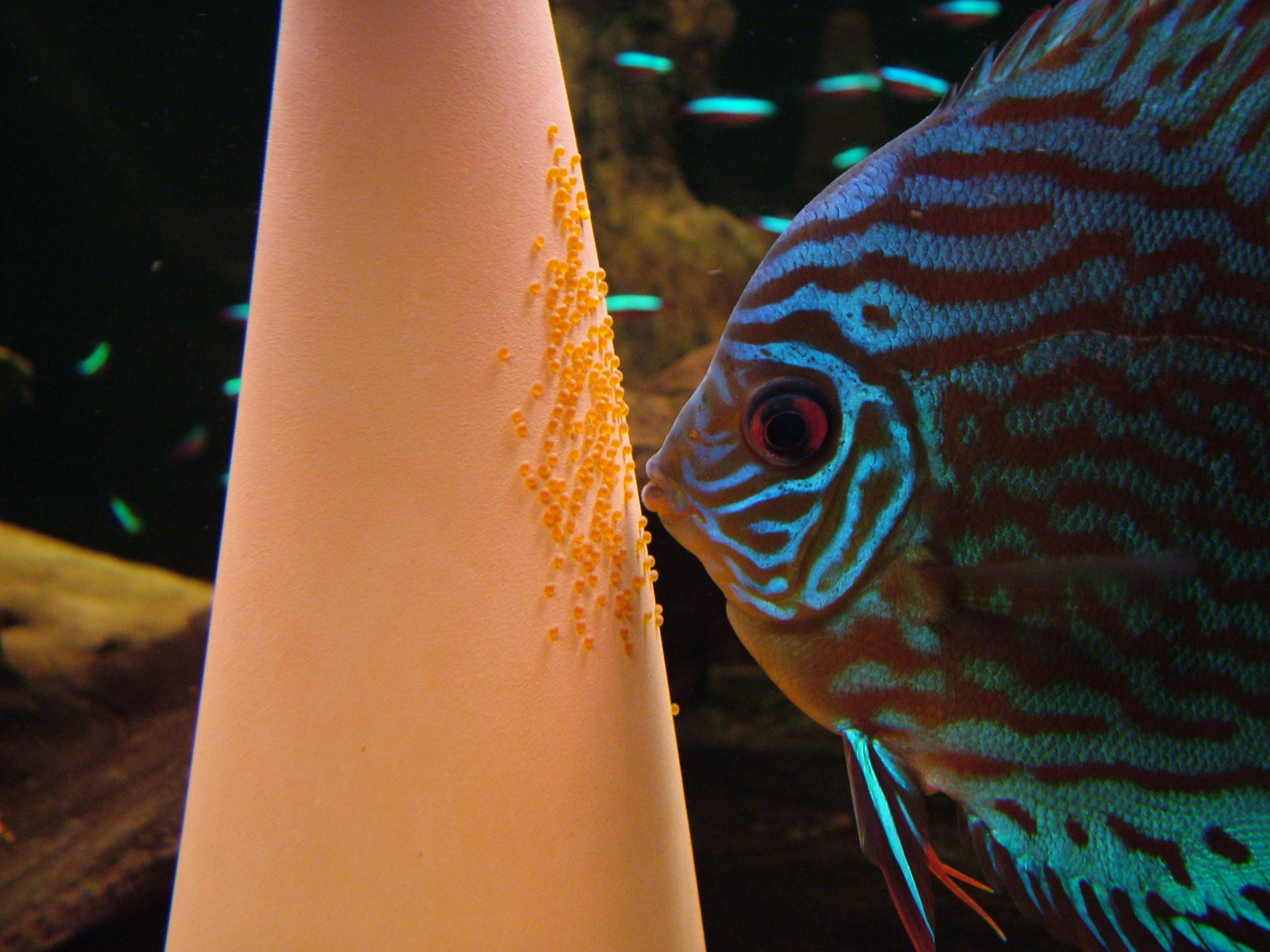
Ікра, відкладена на елемент інтер'єру в акваріумі
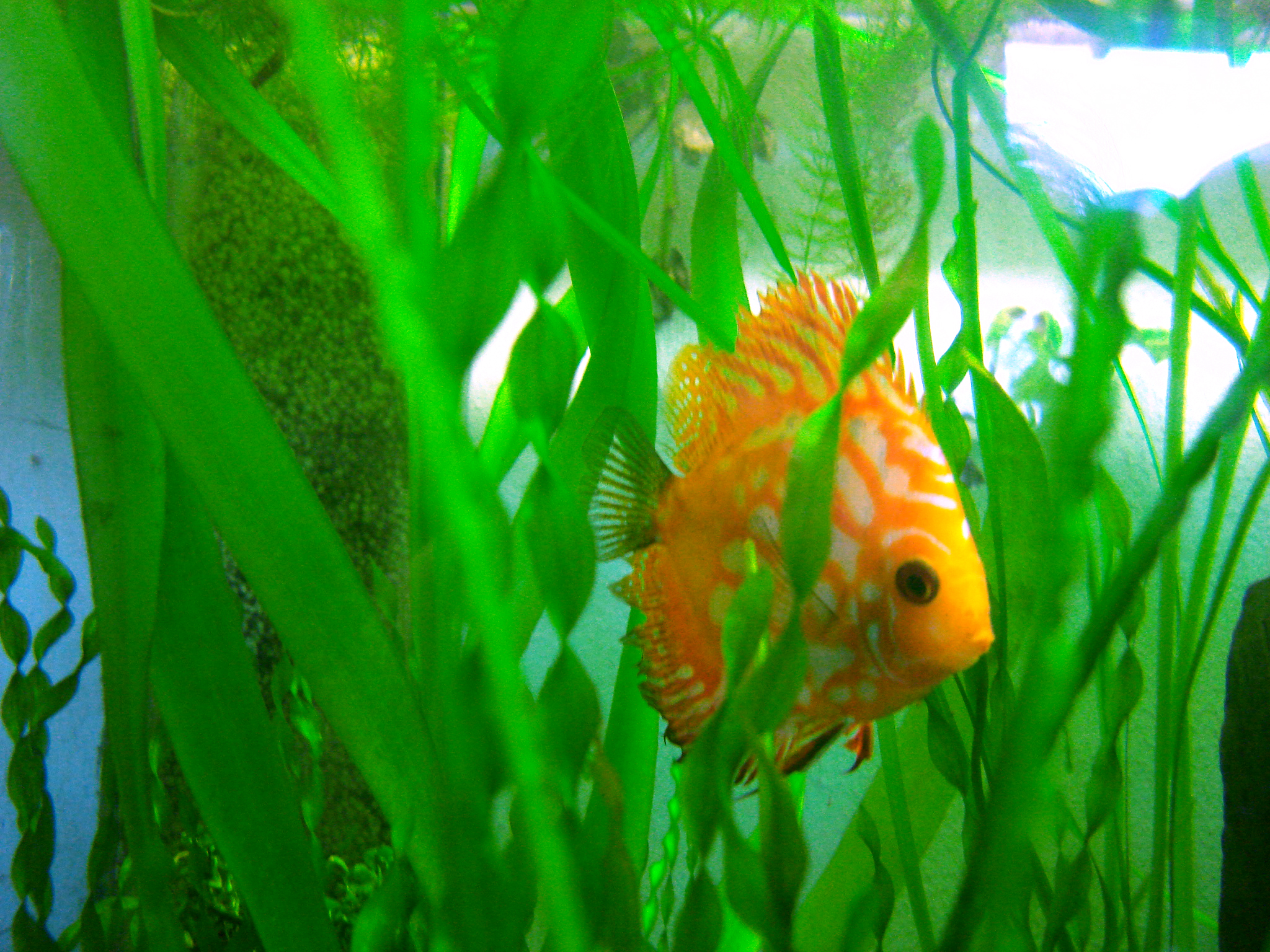
Помаранчевий дискус
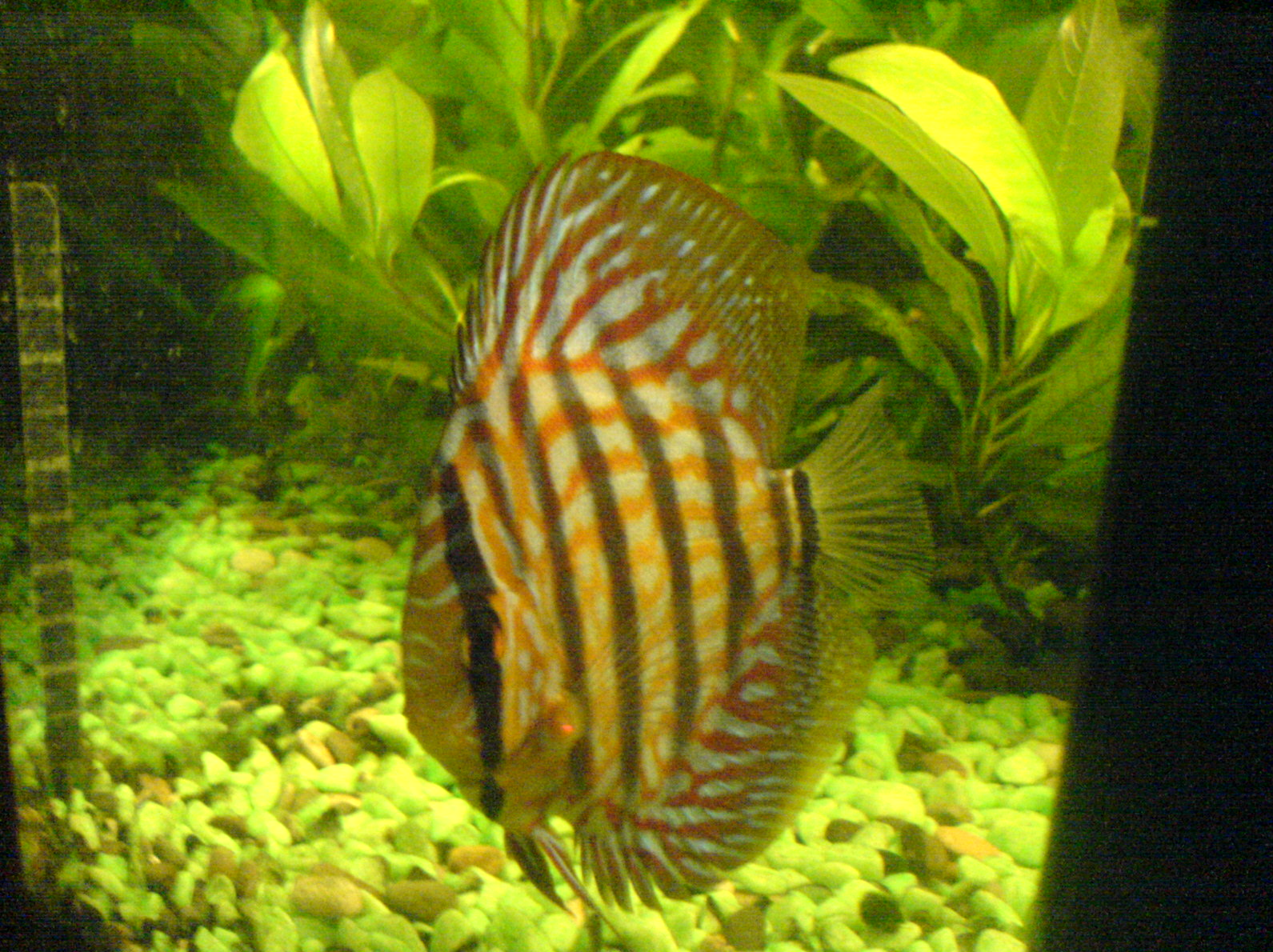
Червоно-бірюзовий дискус
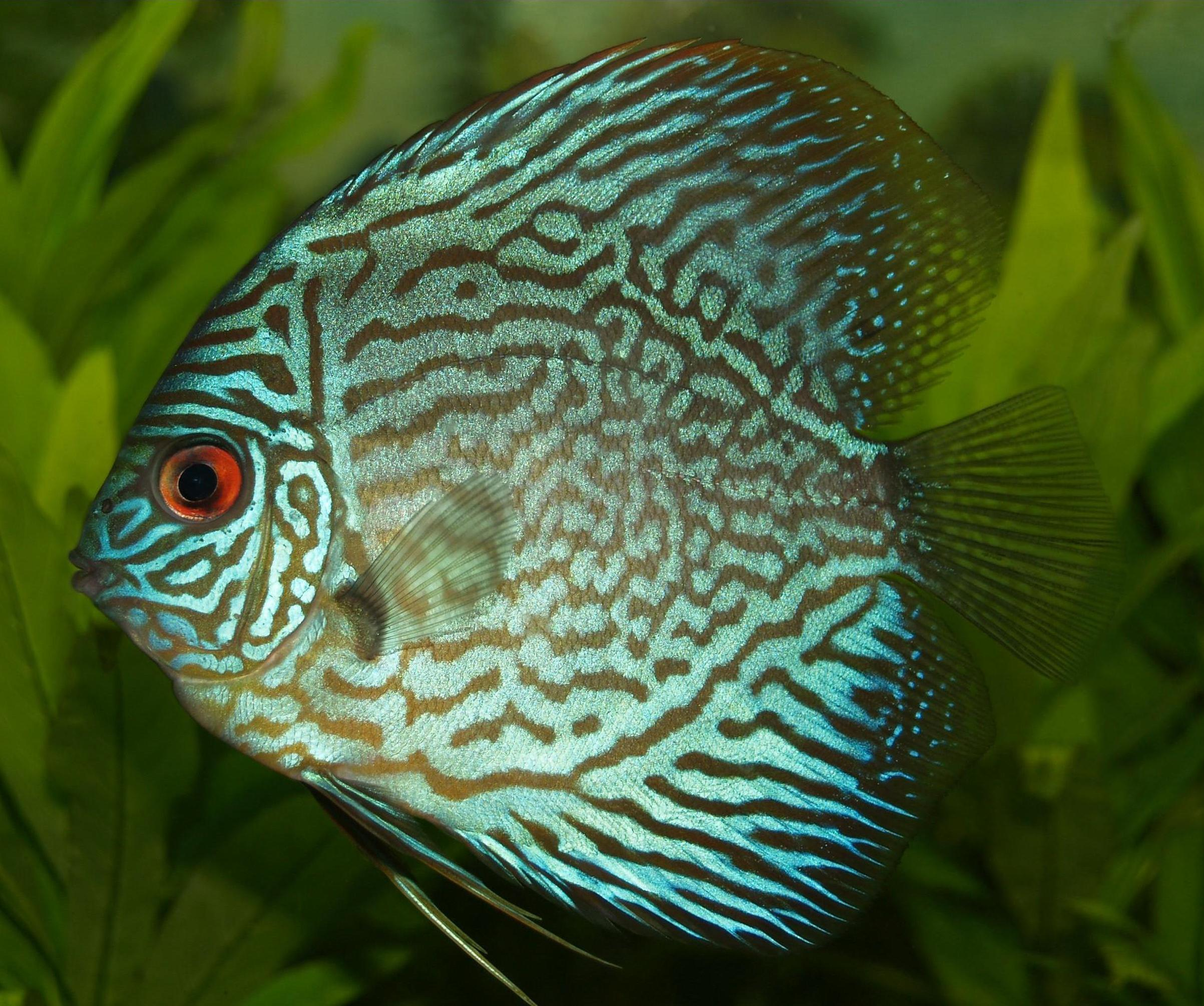
Блакитний Дискус (Symphysodon discus)
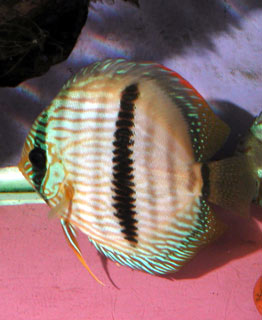
Symphysodon discus
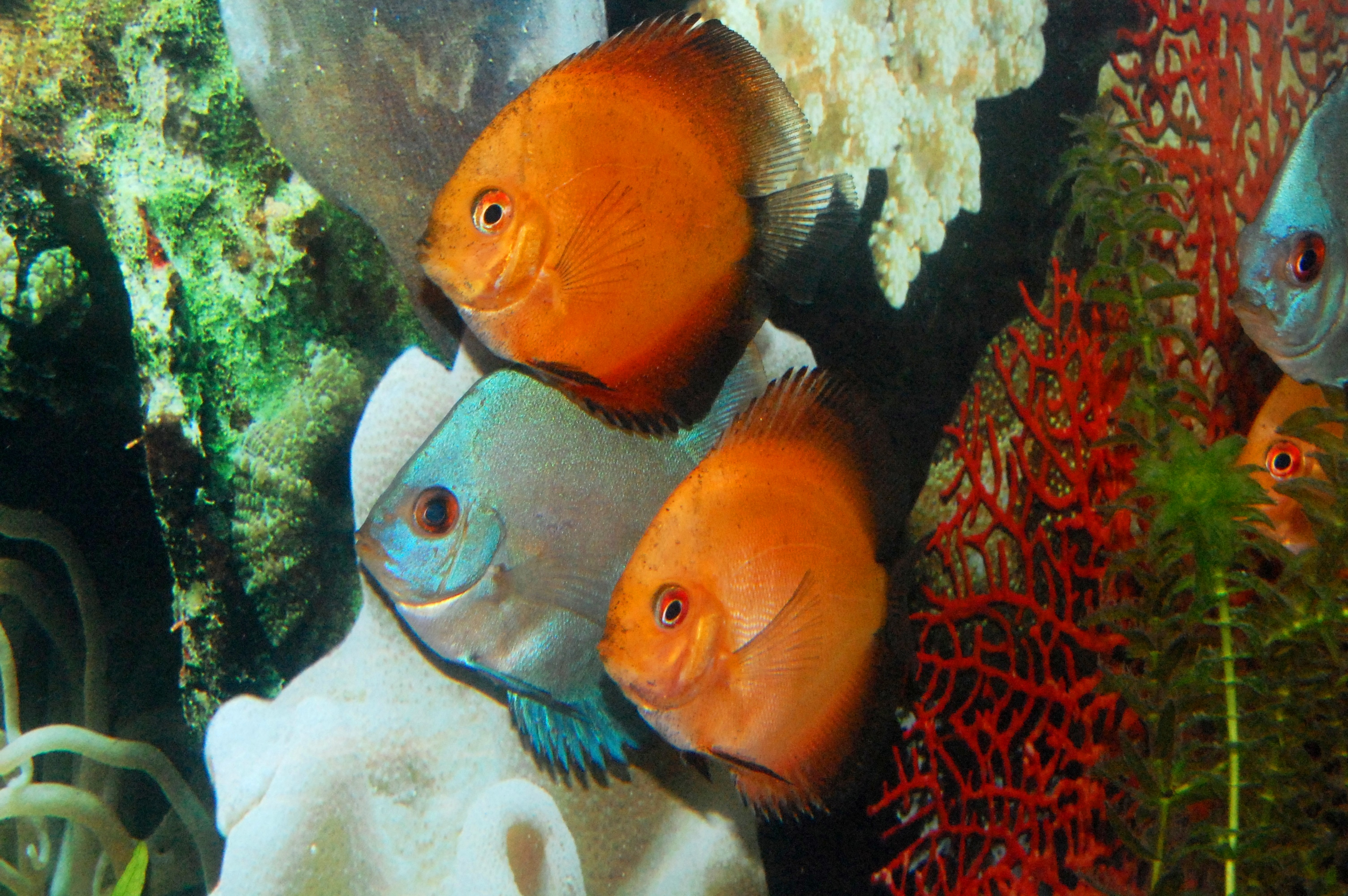
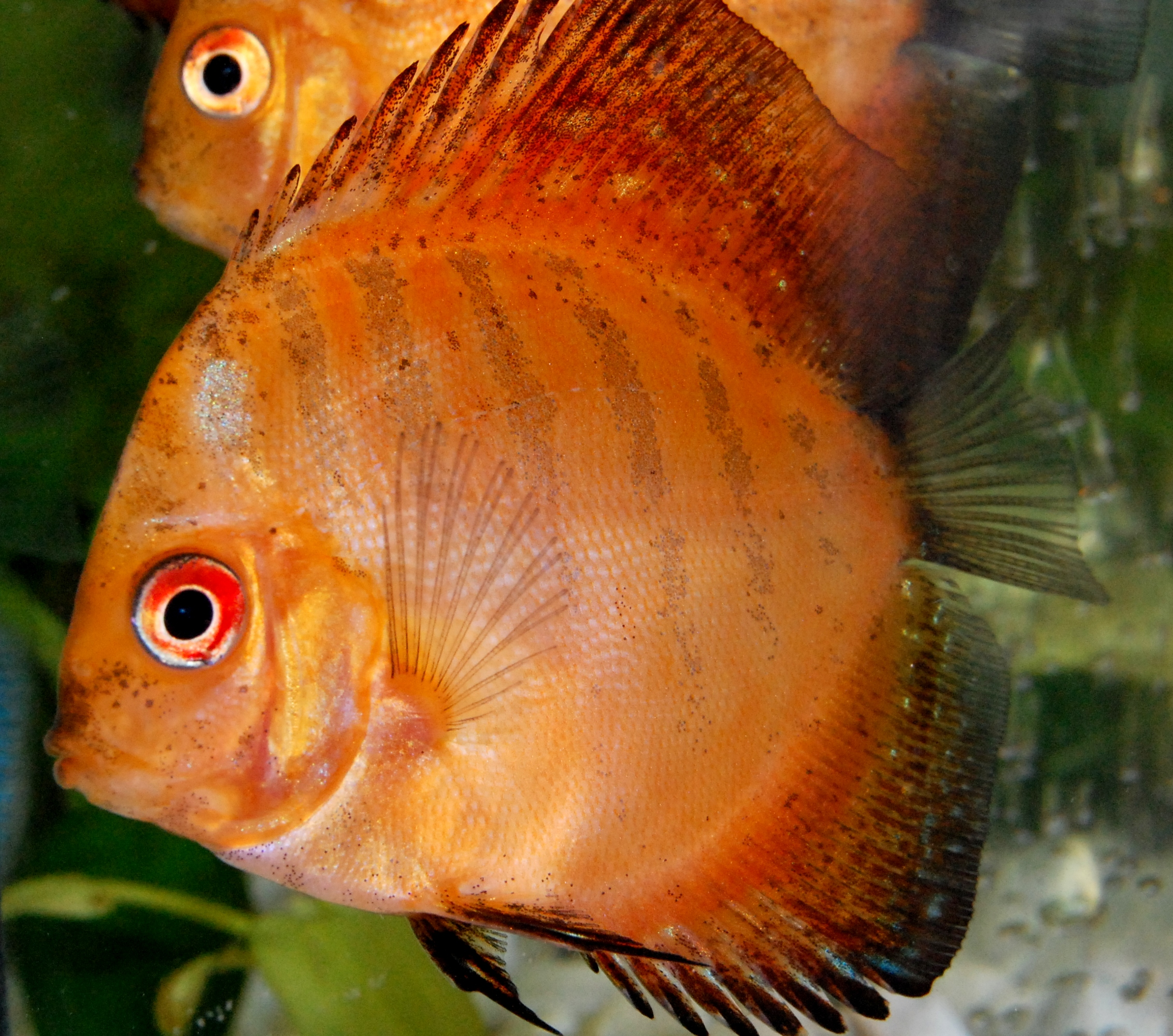
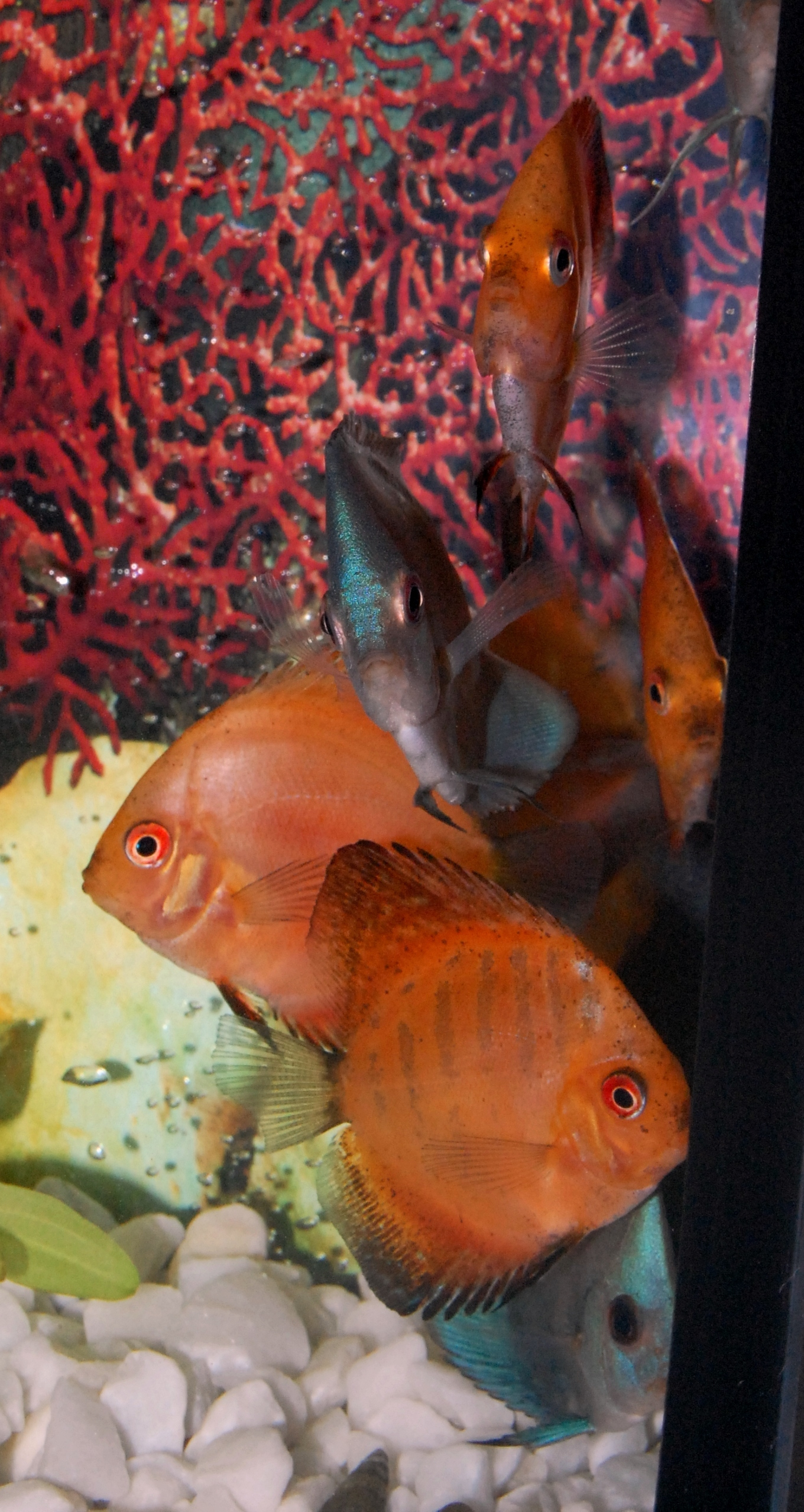
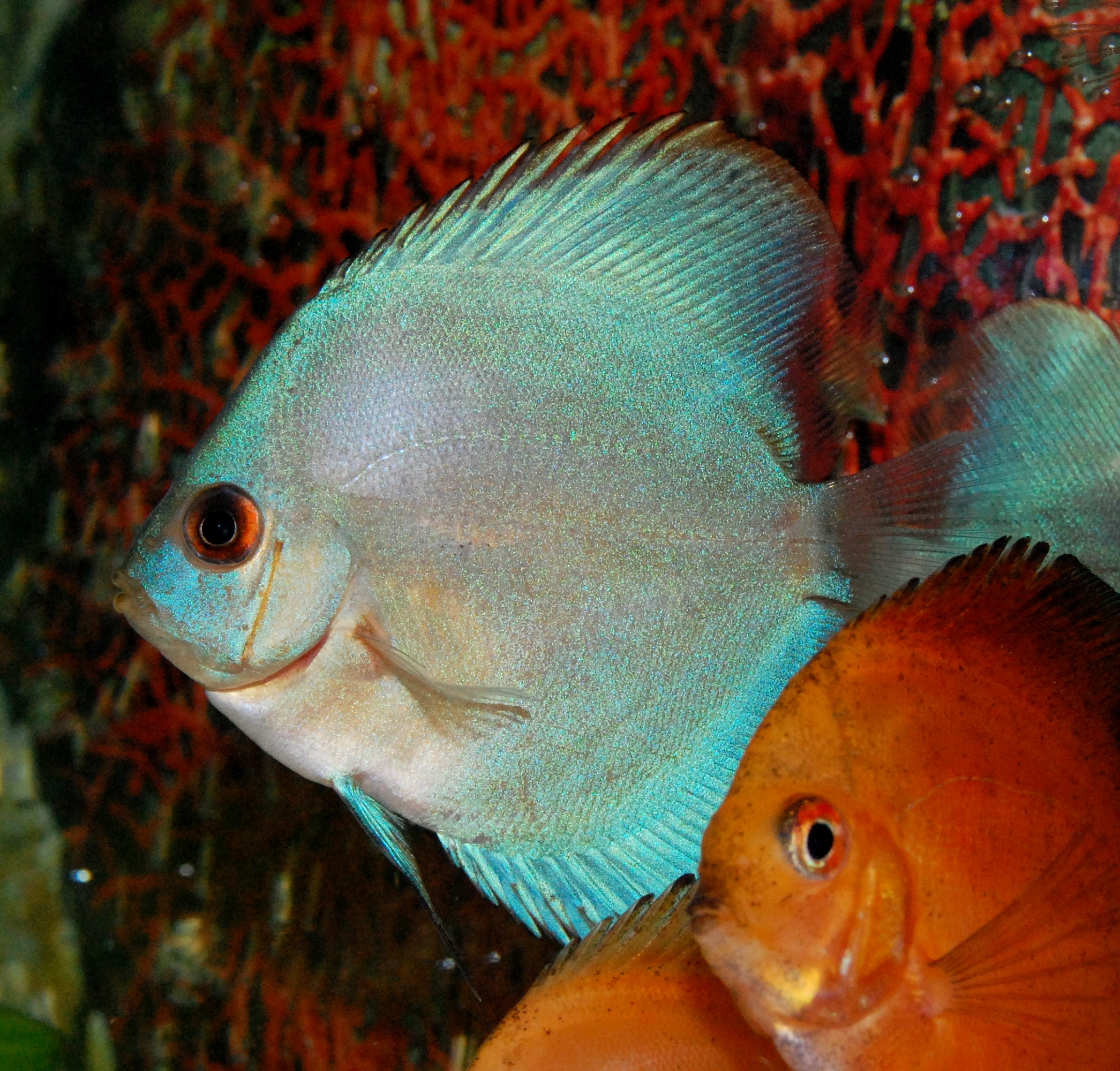
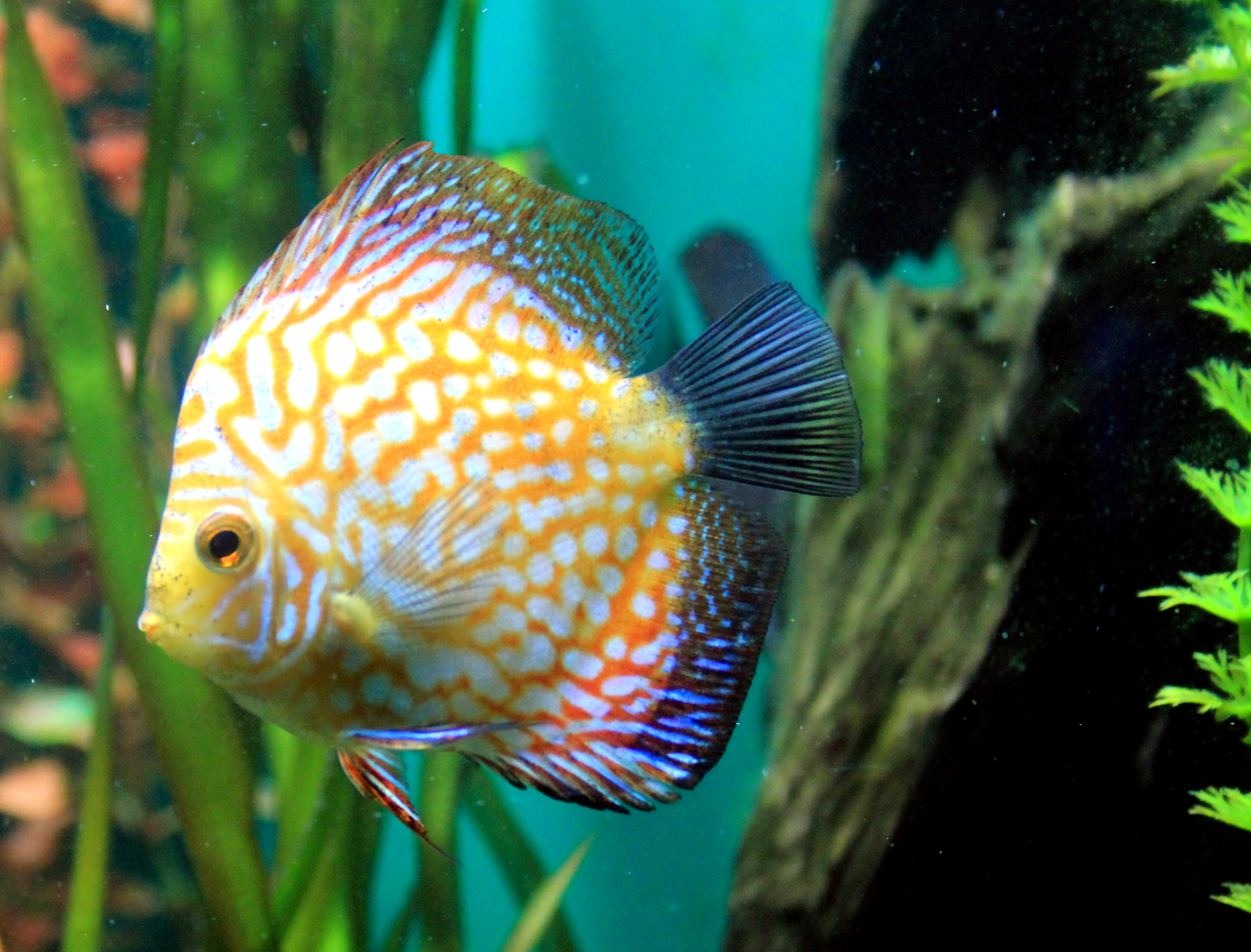
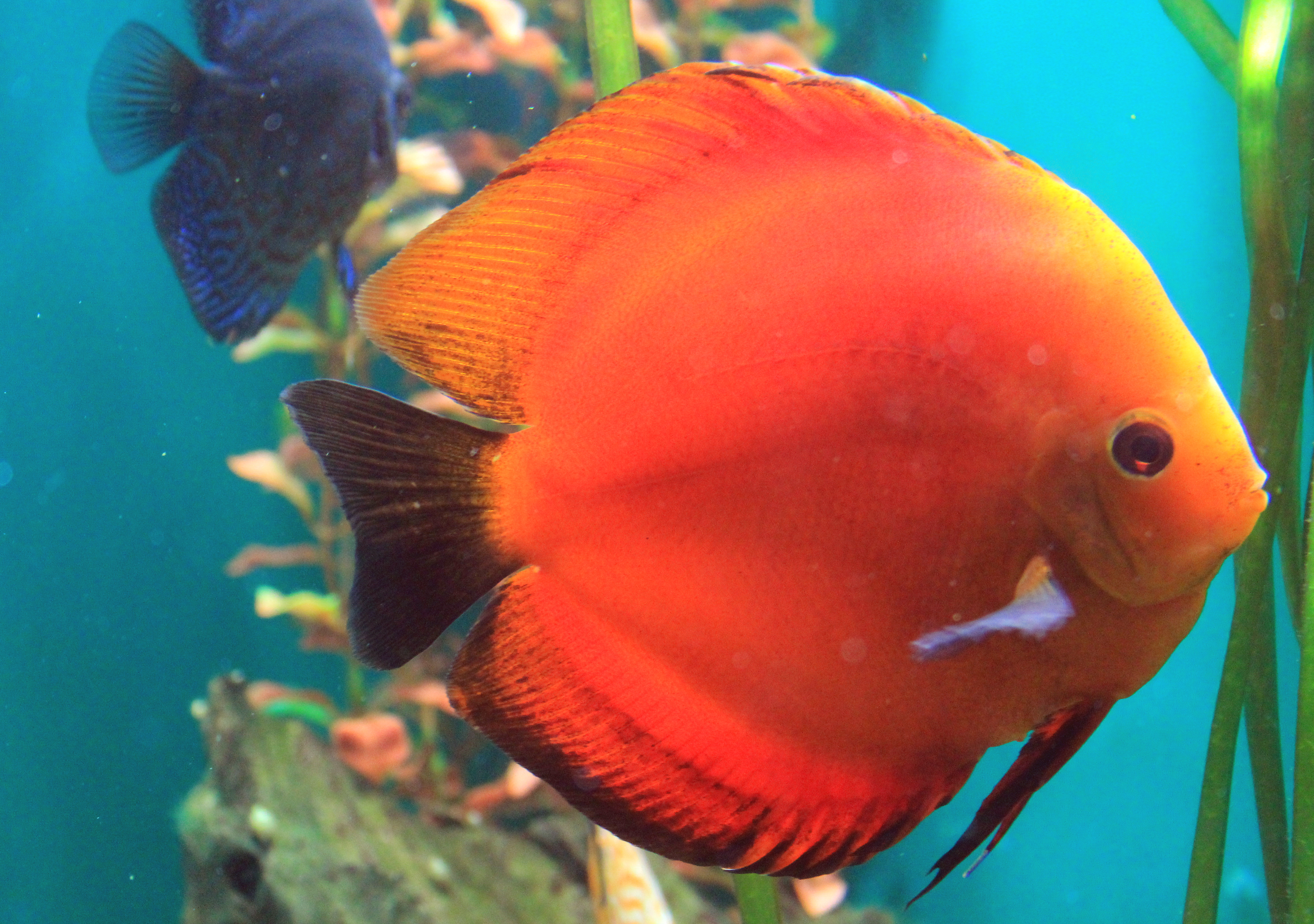
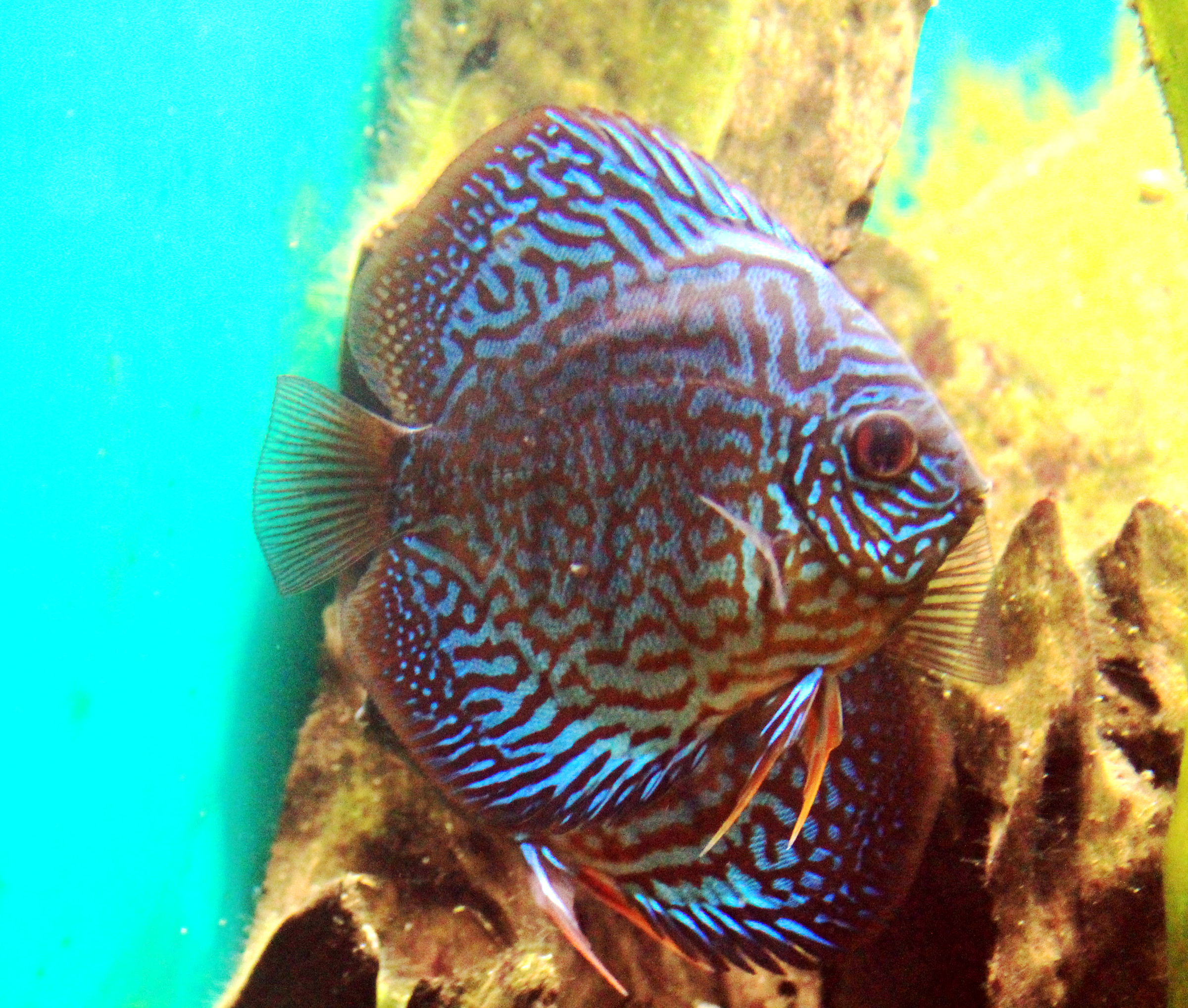